# Mesochra heldti
Mesochra heldti är en kräftdjursart som beskrevs av Albert Monard 1935. Mesochra heldti ingår i släktet Mesochra och familjen Canthocamptidae. Inga underarter finns listade i Catalogue of Life.